# Бадмаев, Буда Бальжиевич
Ширээтэ Лама Джампа Доньед, в миру Бадмаев Буда Бальжиевич (род. 16 июля 1961, Нижний Бургалтай, Бурятская АССР) — с 1997 года настоятель буддийского храма в Санкт-Петербурге. Заместитель главы Буддийской Традиционной Сангхи России (Дид Хамбо-лама) по Северо-Западному Федеральному округу Российской Федерации. Дид хамбо лама (глава) Централизованной религиозной организации буддистов «Гурбан Эрдэни (Три Драгоценности)».

## Биография
Родился 16 июля 1961 года в селе Нижний Бургалтай Джидинского района Бурятской АССР.
В 1983 году окончил Ленинградский индустриально-педагогический техникум. Выпускник Буддийского университета «Даши Чойнхорлин» имени Дамба Даржа Заяева (2000 год).
Имеет степень гэбшэ — доктор буддийской философии (2005).
По международной системе Международного высшего экзаменационного совета Оксфордской образовательной сети (IHEC), факультет буддизма, имеет ученые степени гранд-доктор буддийской философии, гранд-доктор тибетской медицины.
С 1991 года работает в Санкт-Петербургском дацане, входящем в Буддийскую традиционную Сангху России. Является ширээтэ-ламой (настоятелем) с 1997 года.
Внёс выдающийся вклад в восстановление Дацана, в развитие его деятельности в российском и международном масштабах. В сложный период истории Дацана Гунзэчойнэй сумел вернуть храм традиционной буддийской сангхе, возобновить службы, возродить и расширить религиозную и просветительскую деятельность уникального Санкт-Петербургского буддийского храма. Его усилиями удалось начать реставрацию и ремонт храма; установлено празднование Дня Дацана 23 августа, начиная с празднования 100-летия храма в 2015 году; завязано содружество и взаимодействие со многими музеями (Государственный Эрмитаж, Государственный музей Истории религии, Музей семьи Рерихов и др.) и учреждениями науки; в храме проводятся регулярные лекции, экскурсии.
За вклад в сохранение буддийских традиций и развитие отношений России со странами, исповедующих буддизм, удостоен целого ряда международных наград.
Обладает статусом эмчи-лама — лама-врачеватель. Помощь в оздоровлении в традиции тибетской медицины оказывает всем пожелавшим вне зависимости от конфессиональной принадлежности.
Владеет пятью языками: бурятским, русским, монгольским, тибетским и санскритом. Автор нескольких десятков публикаций, постоянный ведущий серии лекций по буддийской философии для прихожан Дацана, автор книги «Лекции по философии и практике буддизма».
В декабре 2016 года утвержден в качестве члена Общественной палаты Санкт-Петербурга действующего созыва.

## Попытка захвата храма
Летом 1998 года при попустительстве петербургских властей и милиции храм был захвачен сектантами. Долгих почти 5 лет шла борьба за здание и территорию. Настоятель храма Бадмаев подвергался преследованиям и периодически был вынужден скрываться. В то же время он занимался документацией для суда. Все конфессии России выступили в поддержку законных хозяев, однако дело продвигалось медленно. Пресса города на Неве оказалась либо в стороне, или даже занимала сторону раскольников. Здание было запущено, возникли долги по коммунальным услугам. Прекратилась служба, ламы и прихожане не допускались в дацан. С большими трудностями дело дошло до суда, и летом 2002 года суд решил вопрос положительно. В конце 2002 года в храме вновь начались службы, которые идут по сегодняшний день.

## Спорт
Бадмаев в молодости серьёзно занимался вольной борьбой, был призёром чемпионата СССР в своём весе, мастер спорта. Является арбитром по этому виду спорта.

## Семья
Б. Б. Бадмаев женат и имеет двух дочерей, сына. А также Созонтов Егор Ильич и Созонтов Ярослав Ильич являются его племянниками. 

## Поддержка защиты Донбасса
В 2022 года поддержал российскую вооружённую защиту жителей Донбасса

18 марта 2022 года на заседании в Мариинском дворце с участием Губернатора в ходе обсуждения решения Президента о вторжении в Украину сообщил:
Мы поддерживаем руководство нашей страны во всех начинаниях.
В октябре 2022 года на пресс-конференции на тему «Духовная поддержка мобилизованных» рассказал:
Регулярно БТСР ламы ездят в район (боевых действий), у нас военные капелланы проводят богослужения. На территории Крыма есть палатка, где бесплатно раздается еда, где наши военнослужащие могут отдохнуть, помолиться. Организована гуманитарная помощь и помощь военнослужащим на передовой: тепловизоры и многие другие вещи.